# ذوالفقارخان سنگسری
ذوالفقارخان از سرداران معروف دورهٔ سلطنت فتحعلی شاه قاجار و مردی بسیار شجاع و متهور بود که خدمات نمایانی انجام داد. 
در سال ۱۲۲۰ ه.ق. که اردوی عباس میرزا نائب السلطنه شوشی را در محاصره داشت، ابراهیم خان والی قره باغ برای بار دوم از سیسانوف سردار روسی برای خود استمداد کرد و او دوباره افسری را با عده‌ای به یاری او روانه نمود. فتحعلی شاه ذوالفقارخان و حسینقلی خان دولو را با عده‌ای سوار و چند عراده توپ برای امداد لشکر نائب السلطنه فرستاد و آنان شش روز مشغول به جنگ گردیدند و در این قسمت پیشرفت با لشکر ایران بود.
چون دنبالهٔ مخالفت خوانین و بزرگان خراسان با محمد ولی میرزا والی خراسان از سال ۱۲۲۸ تا ۱۲۲۹ ه.ق. همینطور ادامه داشت و دست از ضدیت و دشمنی بر نمی‌داشتند، دولت در سال ۱۲۲۹ ه.ق. اسماعیل خان را به سرداری (فرماندهی لشکر) خراسان تعیین و دو برادر او ذوالفقارخان و مطلب خان را به همراه او برای تنبیه خوانین خراسان مأمور نمود و این سه برادر به سمت خراسان روانه شدند.
در سال ۱۲۳۱ ه.ق. ذوالفقارخان به اتفاق برادر خود مطلب خان و فرج الله خان افشار نسقچی باشی به دفع محمد رحیم خان خوارزمی که با سی هزار نفر به حدود گرگان آمده بود مأمور شدند. در جنگ سختی که میان سرداران ایران و خان خوارزم در نزدیکی‌های فندرسک روی داد، محمد رحیم خان شکست خورده و به سمت خیوه فرار کرد و غنایم بسیاری نصیب لشکر ایران گردید.
در سال ۱۲۳۲ ه.ق. فتح خان وزیر شاه محمود پس از دستگیری و خلع فیروزالدین میرزا از حکومت هرات و فرستادن او به قندهار کهندل خان برادر خود را برای پس گرفتن غوریان گسیل داشت و بعد خود در سال ۱۲۳۳ ه.ق. با سی هزار سوار مرکب از طوائف افغان و هزاره برای گرفتن و بلکه به خیال خود تسخیر خراسان و ایران از هرات حرکت کرد. در جنگی که در کوسویه بین او و لشکر ایران روی داد فتح خان گلوله خورد و اردوی او به کلی منهدم و پراکنده شد. در این لشکر کشی یکی از سرداران لشکر حسینعلی میرزا شجاع السلطنه والی خراسان ذوالفقارخان و برادرش مطلب خان بود و در این جنگ است که سردار ذوالفقارخان جلادت و شجاعت زیادی از خود بروز داده است.
قابل ذکر است هرچند ذوالفقار خان متولد سنگسر است لکن از آن جایی که مدت‌ها حاکم سمنان و دامغان بوده و چون دامغان شهر مشهورتری بوده، به سردار ذوالفقارخان دامغانی نیز معروف است.
آر.جی.واتسون انگلیسی در کتاب تاریخ قاجاریه تألیف خود راجع به جلادت و شجاعت ذوالفقارخان چنین می‌گوید: «در این جنگ صاحب منصب فوج سمنان ذوالفقارخان مشاهده کرد که در اثر زیادی عدهٔ دشمن سربازان سمنانی دارند فرار اختیار می‌کنند، از اسب خود پیاده شده و اسب را عمداً پی کرد و به سربازان خطاب کرده گفت: «چگونه مرا گذاشته فرار می کنید؟». آنها سر غیرت آمده ایستادگی نمودند تا فتح کردند».